# メアリー・シェッド
メアリー・H・シェッド（Mary H. Shed、1855年6月9日 - 1932年12月20日）は、明治時代に来日したアメリカ合衆国の教育家、宣教師である。

## 経歴・人物
マサチューセッツ州ボストンに生まれる。ウェルズリー大学卒業後、1887年（明治20年）に英語教師を志願するために来日した。その後は京都で同志社英学校に雇われ、同学校で教鞭を執る。後に新島襄からの推薦により、前橋英和女学校（現在の共愛学園中学校・高等学校）に勤務した。
翌1888年（明治21年）からは前橋に在住し、同学校で教鞭を執る傍らで布教活動やマエバシ・キンダー・ガーデン（現在の清心幼稚園）の設立にも携わる。1892年（明治25年）からは同年に同学校が経営する宣教師館が完成し、シェッドは独身だったため教育宣教師館（東館）に居住した。なお西館である主任宣教師館は夫妻が4代に渡り居住している。1894年（明治27年）に任期満了により帰国した。シェッドの帰国後は東館にはコーラ・キース（1899年来日）、ハリエット・パーミリー（1877年来日）、マリオン・ケーン（1926年来日）、ファニー・グリスウォルド（1889年来日）、オリーヴ・ホイッテが居住していた。